# Sant Jordi Desvalls
Sant Jordi Desvalls (em catalão e oficialmente), San Jordi Desvalls ou San Jorge Desvalls (em castelhano) é um município da Espanha na comarca de Gironès, província de Girona, comunidade autónoma da Catalunha. Tem 11,7 km² de área e em 2021 tinha 796 habitantes (densidade: 68 hab./km²).

## Demografia
| Variação demográfica do município entre 1991 e 2004[carece de fontes?] | Variação demográfica do município entre 1991 e 2004[carece de fontes?] | Variação demográfica do município entre 1991 e 2004[carece de fontes?] | Variação demográfica do município entre 1991 e 2004[carece de fontes?] |
| ---------------------------------------------------------------------- | ---------------------------------------------------------------------- | ---------------------------------------------------------------------- | ---------------------------------------------------------------------- |
| 1991                                                                   | 1996                                                                   | 2001                                                                   | 2004                                                                   |
| 602                                                                    | 588                                                                    | 634                                                                    | 647                                                                    |